# ميريديث أوستروم
ميريديث أوستروم (بالإنجليزية: Meredith Ostrom)‏ هي عارضة وممثلة أمريكية، ولدت في 18 فبراير 1977 بنيويورك في الولايات المتحدة.

## أعمال

### أفلام
- (2003) الحب الحقيقي

## وصلات خارجية
- ميريديث أوستروم على موقع IMDb (الإنجليزية)
- ميريديث أوستروم على موقع ألو سيني (الفرنسية)
- ميريديث أوستروم على موقع أول موفي (الإنجليزية)
- ميريديث أوستروم على موقع قاعدة بيانات الفيلم (الإنجليزية)
- ميريديث أوستروم على موقع كينوبويسك (الروسية)